# Meiji, Taishō, Shōwa: Ryōki Onna Hanzaishi
Meiji, Taishō, Shōwa: Ryōki Onna Hanzaishi (jap. 明治大正昭和 猟奇女犯罪史, dt. „Meiji, Taishō, Shōwa: absonderliche-Frauen-Kriminalgeschichten“; internationaler Titel Love and Crime) ist ein japanischer Film von Teruo Ishii, der 1969 bei Tōei erschien. Der Episodenfilm erzählt von mehreren Mordfällen, die auf historischen Tatsachen basieren.

## Handlung

### Rahmenhandlung
Ein Mann, dessen Frau ihn betrogen und dann Selbstmord begangen hat, versucht, ihre Motive zu ergründen. Er studiert zu diesem Zweck historische Kriminalfälle, an denen Frauen beteiligt waren.

### Tōyōkaku-Fall
Die erste Episode spielt im Jahre 1957. Die Hauptperson Kinue Munakata bringt gemeinsam mit ihrem Geliebten Shibuya die Besitzerin eines Hotels und deren Mann um und bringt damit das Hotel in ihren Besitz. Schließlich entledigt sie sich auch Shibuyas, der sie betrügt. Dabei gerät das Hotel in Brand. Kinue überlebt, wird aber bald darauf verhaftet.

### Sada Abe
Die zweite Episode orientiert sich an der Geschichte von Sada Abe, einer ehemaligen Geisha, die 1936 in einem Restaurant arbeitet, wo sie eine Liebesbeziehung zu ihrem verheirateten Chef Kichizō Ishida beginnt. Das Paar mietet sich in Hotels ein, wo es oftmals das Zimmer tagelang nicht verlässt. Auf seinen Wunsch erwürgt sie schließlich ihren Geliebten. Dann entfernt sie seinen Penis, da sie nicht will, dass Kichizōs Ehefrau noch einmal Gelegenheit hat, ihn zu berühren.
Darauf folgen zwei kurze Sequenzen über Mordfälle 1936, die sich auf Sada Abes Fall beziehen. Ein Mann namens Susumu wird von seiner älteren Partnerin Tora angegriffen, überlebt jedoch. Ein weiterer Mann namens Eiji ist bei seiner Geliebten, als seine Frau das Paar überrascht, und ihn mit einer Schere kastriert.

### Yoshio Kodaira
Es folgt eine Episode über den Serienmörder Yoshio Kodaira. Dieser erwirbt 1945 und 1946 das Vertrauen mehrerer Frauen, indem er ihnen Nahrungsmittel schenkt, die zu dieser Zeit in Japan knapp sind. Außerdem verspricht er ihnen, sie auch weiterhin mit Lebensmitteln versorgt, die er vorgeblich von Verwandten oder von der amerikanischen Armee in größeren Mengen beziehen kann. Stattdessen bringt er die Frauen in einsame Waldstücke, wo er sie vergewaltigt und ermordet. 1946 trifft er Ryūko Midorikawa, die er, von seinem bisherigen Vorgehen abweichend, nicht gleich am ersten Tag ihrer Bekanntschaft umbringt. Stattdessen lernt er die Mutter und die Nachbarin Ryūkos kennen. Als er das Mädchen schließlich ermordet kommt die Polizei auf seine Spur. Er wird bald darauf verhaftet und 1949 hingerichtet.

### Oden Takahashi
Die letzte, mit 12 Minuten wiederum relativ kurze Episode, dreht sich um Oden Takahashi. Diese flieht im 19. Jahrhundert vor ihrem leprakranken Ehemann Naminosuke, mit dem sie als Sechzehnjährige zwangsverheiratet wurde, und den sie aufgrund seiner Krankheit abstoßend findet. Sie bringt Naminosuke gemeinsam mit ihrem Geliebten Tomakichi um, der sie dann jedoch an ein Bordell verkauft. Dort verliebt sie sich in einen Kunden namens Ishi, der ihr hilft, Tomakichi zu ermorden. Auf der Flucht vor der Polizei begeht das Paar aus Geldmangel noch einen Raubmord. Schließlich wird Oden verhaftet, verurteilt und als letzte Frau in Japan 1879 enthauptet.

## Stil
Die Erzählweise innerhalb der einzelnen Episoden ist – abgesehen von den Kurzsequenzen nach Sada Abe sowie der Episode Yoshio Kodaira – nicht chronologisch. So beginnt beispielsweise die Episode Oden Takahashi mit einer versuchten Flucht Odens kurz vor ihrer Hinrichtung. Darauf folgt ein Sprung in die Vergangenheit. Die Lebensgeschichte Odens von ihrer Heirat bis zur Verhaftung wird erzählt. Ans Ende der Episode wird ihre Hinrichtung gestellt.
Als weiteres Stilmittel wird in der Episode Yoshio Kodaira Schwarzweißfilm eingesetzt, während die anderen Episoden in Farbe gedreht sind.
Einige Passagen werden von einem Erzähler vorgetragen, wie in Dokumentarfilmen üblich. Ein weiteres Element von Dokumentarfilmen sind Interviews. Die erste Episode beginnt mit einem Interview mit einem Hotelangestellten. Sada Abe, deren Geschichte in der zweiten Episode erzählt wird, tritt zu Anfang und Ende der Episode als Interviewpartnerin auf. Die deutlichen und teilweise recht blutigen Gewaltdarstellungen sind dagegen für Dokumentarfilme untypisch.